# Романовоселівська сільська рада
Романовосе́лівська сільська́ ра́да — адміністративно-територіальна одиниця та орган місцевого самоврядування у Збаразькому районі Тернопільської області. Адміністративний центр — село Романове Село.
Згідно з рішенням Байковецької сільської ради №8/1/13 від 25 грудня 2020 року Охримівська сільська рада припинила свої повноваження у зв’язку з входженням до Байковецької територіальної громади

## Загальні відомості
Романовоселівська сільська рада утворена в 1993 році.
- Територія ради: 12,8 км²
- Населення ради: 887 осіб (станом на 2001 рік)
- Станом на 19 жовтня 2023 року у Ромакновому Селі проживає 791 особа.

## Населені пункти
Сільській раді підпорядковані населені пункти:
- с. Романове Село

## Склад ради
Рада складалася з 12 депутатів та голови.
- Голова ради: Ільчишин Галина Омелянівна

### Керівний склад попередніх скликань
| Прізвище, ім'я, по батькові | Основні відомості                                                                     | Дата обрання | Дата звільнення |
| --------------------------- | ------------------------------------------------------------------------------------- | ------------ | --------------- |
| Чорна Тетяна Павлівна       | Сільський голова, 1960 року народження, член Всеукраїнського об'єднання «Батьківщина» | 26.03.2006   | 31.10.2010      |
| Жук Петро Степанович        | Сільський голова, 1985 року народження, освіта вища, член Української Народної Партії | 31.10.2010   | 06.02.2014      |
| Ільчишин Галина Омелянівна  | Сільський голова, 1963 року народження, освіта вища, позапартійна                     | 25.05.2014   |                 |

Примітка: таблиця складена за даними сайту Верховної Ради України

### Депутати
За результатами місцевих виборів 2010 року депутатами ради стали:

#### За суб'єктами висування
| Суб'єкт висування | Кількість обраних депутатів | %   |
| ----------------- | --------------------------- | --- |
| Самовисування     | 12                          | 100 |

#### За округами
| № округу | Прізвище, ім'я, по батькові      | Дата визнання обраним | Освіта  | Партійна приналежність | Відомості про обраного депутата                                            |
| -------- | -------------------------------- | --------------------- | ------- | ---------------------- | -------------------------------------------------------------------------- |
| 1        | Ковальчук Олександр Олексійович  | 01.11.2010            | вища    | позапартійний          | приватний підприємець                                                      |
| 2        | Ільчишин Галина Омелянівна       | 01.11.2010            | вища    | позапартійна           | Романовоселівська сільська рада, секретар с. ради                          |
| 3        | Григорець Олег Дмитрович         | 14.11.2010            | вища    | позапартійний          | Храм Святої покрови с. Романове, настоятель                                |
| 4        | Теренюк Надія Володимирівна      | 01.11.2010            | середня | позапартійна           | приватний підприємець, продавець                                           |
| 5        | Лопух Марія Максимівна           | 01.11.2010            | вища    | позапартійна           | Романовоселівська загальноосвітня школа І-ІІІ ст., директор                |
| 6        | Заболоцький Олег Володимирович   | 01.11.2010            | вища    | позапартійний          | тимчасово не працює                                                        |
| 7        | Погорецька Надія Богданівна      | 01.11.2010            | вища    | позапартійна           | Романовоселівська загальноосвітня школа І-ІІІ ст., вчитель                 |
| 8        | Корольова-Чомко Ірина Степанівна | 01.11.2010            | вища    | позапартійна           | тимчасово не працює                                                        |
| 9        | Чорна Оксана Михайлівна          | 01.11.2010            | вища    | позапартійна           | Відділення зв'язку с. Романового Села, начальник                           |
| 10       | Атаманюк Віталій Романович       | 01.11.2010            | середня | позапартійний          | приватний підприємець                                                      |
| 11       | Леськів Андрій Ярославович       | 01.11.2010            | середня | позапартійний          | Романовоселівська амбулаторія загальної практики сімейної медицини, акушер |
| 12       | Зарубинський Назар Васильович    | 01.11.2010            | середня | позапартійний          | Тернопільський технічний коледж, студент                                   |